# Anne Donovan
Anne Donovan, född 1 november 1961 i Ridgewood, New Jersey, död 13 juni 2018 i Knoxville, Tennessee, var en amerikansk basketspelare.
Donovan tog två OS-guld med USA:s damlandslag i basket; vid OS 1984 i Los Angeles och fyra år senare vid OS 1988 i Seoul. 
Under en period var hon New York Libertys huvudcoach i WNBA.